# Associação Desportiva de Oeiras

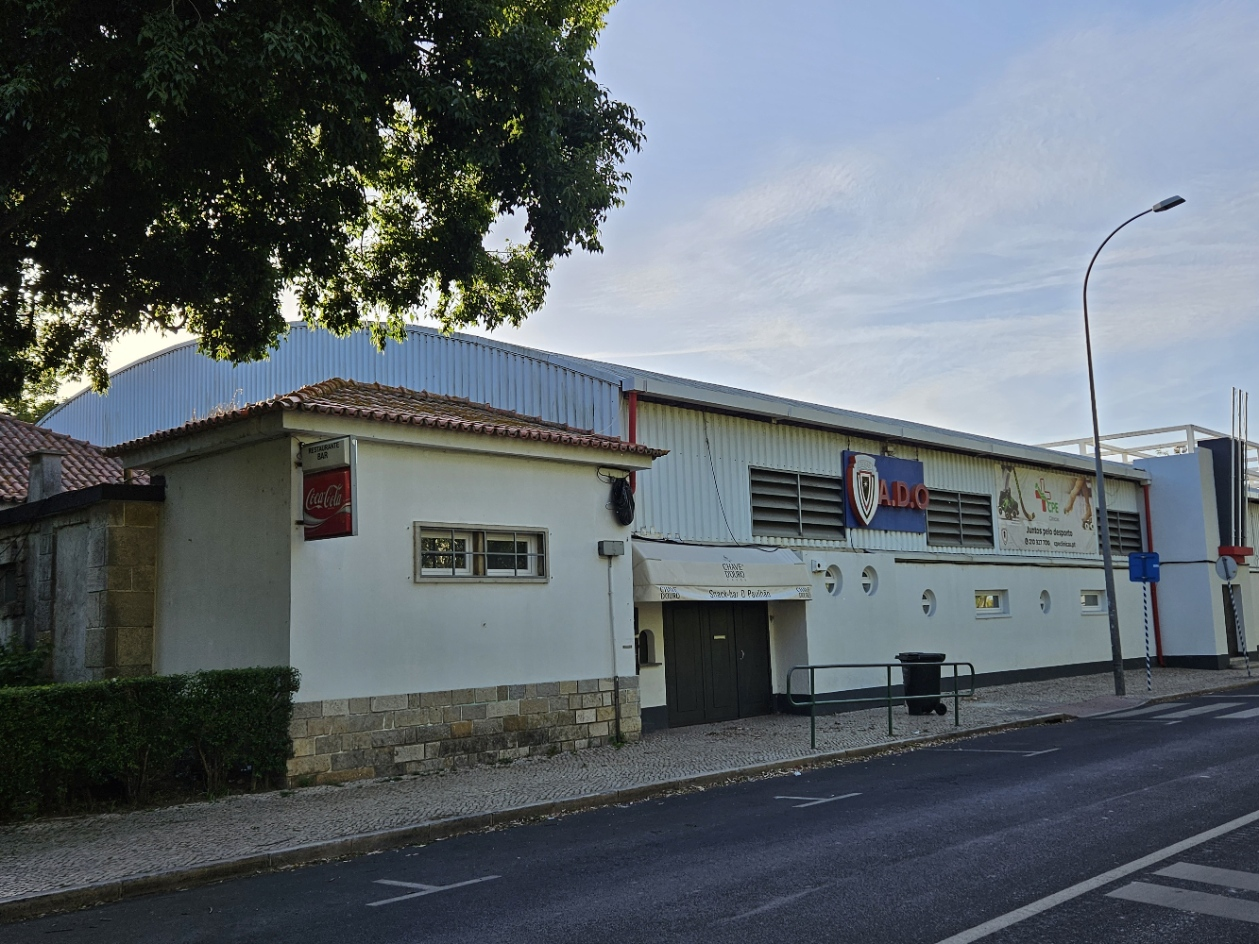
Pavilhão Municipal onde a Associação Desportiva de Oeiras pratica a modalidade de hóquei em patins.

A Associação Desportiva de Oeiras, ou ADO, é um clube português sediado na Rua Comandante Germano Dias, nº 4, na atual freguesia de Oeiras e São Julião da Barra, Paço de Arcos e Caxias, no município de Oeiras, distrito de Lisboa.
A ADO foi constituída em 21 de abril de 1956 em resultado da fusão entre o Oeiras Football Club e o Sporting Club Oeiras.  O seu atual presidente é Artur Campos.
Apesar de o clube estar implantado num dos municípios mais ricos de Portugal, o futebol não tem tido grande destaque como o hóquei em patins, mas encontra-se na 1ª Divisão Distrital de Lisboa depois de no ano de 2021 ter sido campeão de Série e logrando a subida de divisão.
Na equipa técnica do clube, que o mais longe que chegou foi à 3ª divisão em 2005-2006, temos como treinador o antigo jogador do Benfica e da seleção nacional, António Veloso, pai do médio defensivo Miguel Veloso. 
No Hóquei o clube disputa a 2ªdivisão nacional juntamente. Na presente época o clube atingiu os Quartas-de-final tendo sido eliminado pelo FC Porto, por 7-3.

## Historial
A Associação Desportiva de Oeiras (ADO), fundada em 21 de Abril de 1956, resultou da fusão de dois clubes da nossa Vila: o Oeiras Futebol Clube (OFC), apoiado então pelo estrato social de menores recursos financeiros e voltado essencialmente para o futebol, e o Sporting Clube Oeiras, com a sua base social constituída pelas famílias mais abastadas e vocacionado, predominantemente, para o hóquei em patins.
A antiguidade da ADO remonta a 22 de Dezembro de 1906, data da fundação do OFC, coletividade pioneira do desporto associativo na Sede do nosso Concelho. Para celebrar a efeméride da junção dos dois clubes convencionou-se, desde logo, festejar os aniversários da novel associação a 21 de Abril de cada ano.
Quarenta e cinco anos volvidos sobre a fusão e embora com alguns tropeções pelo caminho, a vitalidade desta associação permanece intacta, perseguindo os mesmos objetivos de sempre: promover e propiciar a prática do desporto, cultura e recreio aos seus associados para júbilo e prestígio da ADO, e o regozijo e satisfação daí decorrentes para todos os oeirenses, em subordinação estrita ao lema “Pelo Desporto, Por Oeiras”.
O historial desta pequena grande coletividade é um somatório de momentos altos e baixos, grandezas e fraquezas, as primeiras a servirem de estandarte da força criadora, empenhamento e pertinácia de quantos já nela colaboraram, e as outras como marcas incontornáveis convidativas à reflexão para que se não repitam erros, humanamente sempre compreensíveis, mas necessariamente evitáveis.
Do bem recheado acervo de troféus da ADO constam os relativos a campeonatos nacionais em diversas modalidades, designadamente andebol, basquetebol, esgrima, hóquei em patins, judo, patinagem artística e ténis de mesa.
Outrossim, os correspondentes a campeonatos regionais de todas as anteriores disciplinas, às quais deve juntar-se outro grande baluarte do nosso Clube: o futebol. E se em matéria de feitos desportivos a ADO atingiu o seu zénite a nível europeu com um trio de Taças dos Vencedores das Taças de Hóquei em Patins, e mais recentemente a sagração da nossa atleta, Rita Falcão, como Campeã de Patinagem Artística no mesmo espaço geográfico, de outros títulos a ADO se pode orgulhar.
Implantada significativamente, no tecido social da nossa Vila, a ADO está consciente das necessidades, motivações e expectativas, sempre crescentes, no campo gimnodesportivo das populações envolventes de qualquer faixa etária, pelo que, de forma gradual, mas sustentada, procurará ir ajustando o leque das suas atividades às tendências da procura e assim ampliar ainda mais a camada social a que dedica o seu labor, mas sempre em observância a uma gestão rigorosa dos seus recursos humanos, financeiros e logísticos. Vislumbram-se assim, no horizonte próximo, novas instalações desportivas mais consentâneas com as necessidades atuais e potenciais.
Por agora, o nosso melhor galardão – e que qualquer outro clube não enjeitaria em considerar como o mais valioso – é o de continuarmos a fomentar o desporto na Juventude, não apenas na sua vertente competitiva, mas, prioritariamente, na formativa e educativa, para além da prossecução da estratégia ocupacional bem salutar, visando a prevenção de comportamentos desviantes tão comuns nestas idades.
Orgulhamo-nos daqueles que no passado escreveram  páginas de glória na História da nossa Coletividade, trazendo-a a um lugar de destaque no Desporto Nacional. Do mesmo modo esperamos que os vindouros, ao apreciarem o trabalho dos atuais Corpos Sociais em prol do crescimento e progresso da ADO, venham a encontrar razões para o reconhecerem, e eventualmente enaltecerem, sinal, então, de que o nosso esforço resultou.

## Futebol
O Futebol é a modalidade estatutária mais antiga na Associação Desportiva de Oeiras, nasce em 22 de Dezembro de 1906 no então Oeiras Football Club.
A ADO é a principal referência nesta modalidade no Concelho de Oeiras e sempre foi um clube de formação tendo ao longo dos anos formado um vasto número de atletas que acabariam por singrar no Futebol Nacional.
Na sua historia conta com vários títulos, mas é no século XXI que alcança a proeza de colocar a equipa de seniores  numa Divisão Nacional, a III Divisão, e logo no primeiro ano de convívio no seio dos "grandes" vai até aos oitavos de final da Taça de Portugal, sendo afastada por uma equipa da antiga Super Liga , o Boavista FC.
Como sustentação do projeto de Futebol foi criada a "Escolinha ADO" que movimenta centena de jovens na aprendizagem desta modalidade. Atualmente o Futebol da Associação Desportiva de Oeiras tem 2 equipas em cada escalão até à categoria de juvenis inclusive, uma de juniores e seniores, estando todos em competição em provas Distritais e Nacionais.
O Oeiras costuma ter todas as suas equipas jovens, nas divisões nacionais. Os juniores encontram-se na II Divisão Nacional (sub19), os Juvenis encontram-se na I Divisão Nacional (sub17) e a equipa B de juvenis está na divisão abaixo, na Divisão de Honra. Nos iniciados (sub15) o Oeiras tem a equipa principal na II Divisão Nacional, e a equipa B na I Divisão Distrital.

## Estádio
A equipa de futebol disputa os seus jogos caseiros no Estádio Municipal Mário Wilson com capacidade para 5 097 espectadores.

## Treinadores do clube
- 2008-2009:  António Veloso
- 2010:  Jaime Santos
- 2020-2021: João Cardeano
- 2021-2022: Gonçalo Carapinha

## Equipamento
A AD Oeiras assinou um contrato com a sua nova fornecedora na época de 2021-2022. É a LusoSport, empresa sediada no Norte de Portugal

## Patrocínio
A equipa de futebol é patrocinada por CPE Clínicas.

## Hóquei em Patins
A modalidade que mais títulos europeus deu ao clube.
Fundador da Associação de Patinagem de Lisboa, a ADO herda o historial e a responsabilidade do seu progenitor o Sporting Clube de Oeiras.
É no entanto como Associação Desportiva de Oeiras que garante um trio de Taça das Taças de Hóquei em Patins em 1976–77, 1977–78 e 1978–79.
Por 3 vezes foi vice-campeã nacional (1964–65, 1976–77 e 1977–78), foi por 4 vezes à final da Taça de Portugal de Hóquei em Patins (1963, 1976, 1977, 1978).
Atualmente a Associação Desportiva de Oeiras é o maior clube de formação nesta modalidade com cerca de 250 praticantes.

## Outras modalidades
Além do futebol e do hóquei em patins, na Associação Desportiva de Oeiras, pratica-se a,  patinagem artística, polo aquático, o xadrez e krav maga e E-Sports.